# Mickey Mania
Mickey Mania är ett plattformsspel där man spelar Musse Pigg i några klassiska filmer från 1928 fram till och med 1990. Spelet var från början tänkt att släppas till Musses 65-årsdag, men på grund av tidsbrist gick inte detta att genomföra. När spelet släpptes till Playstation byttes namnet ut till Mickey's Wild Adventure.

## Banor
- Steamboat Willie (1928)
- The Mad Doctor (1933)
- The Band Concert (1935) (bonusbana)
- Moose Hunters (1937)
- Lonesome Ghosts (1937)
- Mickey and the Beanstalk (1947)
- The Prince and the Pauper (1990)